# Bayerischer Bauernbund
Der Bayerische Bauernbund (BB) war eine deutsche politische Partei in Bayern. Er vertrat von 1893 bis 1933 die Interessen der ländlichen Bevölkerung im bayerischen Landtag und im Deutschen Reichstag. Er hatte seine Hochburgen in den altbayerischen Gebieten, war aber auch in Schwaben durchgehend stark vertreten. Im Vergleich zu anderen landwirtschaftlichen Interessenorganisationen (Bund der Landwirte, Landbund, Christlich-Nationale Bauern- und Landvolkpartei) war seine Programmatik liberal und in Abgrenzung zur Zentrumspartei bzw. zur Bayerischen Volkspartei betont nicht-klerikal. Seit 1922 nannte er sich Bayerischer Bauern- und Mittelstandsbund.

## Geschichte
Nachdem am 18. Februar 1893 der Bund der Landwirte (BdL) in Berlin gegründet worden war, sollte in Bayern ebenfalls ein Ableger gegründet werden. Die Gründungsversammlung in Niederbayern scheiterte, am 10. April 1893 wurde in Straubing ein selbständiger Niederbayerischer Bauernbund ins Leben gerufen. Im gleichen Jahr entstanden der Oberbayerische und der Schwäbische Bund der Landwirte und Gewerbetreibenden sowie der Fränkische Bauernbund. Am 2. März 1895 erfolgte in Regensburg die Gründung des Bayerischen Bauernbundes (BB), dem die oberbayerischen Verbände aber erst am 26. September 1897 beitraten. Im Jahr 1901 wurde Georg Eisenberger aus Ruhpolding erster Vorsitzender des BB und blieb es bis 1930. Massive interne Auseinandersetzungen gipfelten im Jahr 1910 darin, dass die Mitglieder des Fränkischen Bauernbundes mehrheitlich zum Deutschen Bauernbund, in Teilen auch zum BdL übertraten.
1912 kam es bei den bayerischen Landtagswahlen zu einem gemeinsamen Vorgehen des Bayerischen Bauernbundes, des Deutschen Bauernbundes, der verschiedenen liberalen Parteien und der bayerischen Sozialdemokratie gegen die Zentrumspartei.
Nach der Novemberrevolution 1918 (siehe auch Münchner Räterepublik) setzte der linke Flügel des BB um Karl Gandorfer eine Zusammenarbeit mit SPD und zeitweise auch der USPD durch. Von 1920 bis 1930 koalierte der Bayerische Bauernbund mit BVP und DNVP auf Landesebene und stellte jeweils den Staatsminister für Landwirtschaft. Vom 31. März bis zum 22. November 1922 war die Partei kurzfristig in der Reichsregierung vertreten, im Kabinett Wirth II.
Im Jahre 1922 benannte sich der Bayerische Bauernbund in Bayerischer Bauern- und Mittelstandsbund um, um auch für nichtagrarische Bevölkerungsschichten des ländlichen Raums attraktiv zu werden.
Mit verwandten Gruppen schloss die Partei sich ab 1928 für die Reichstagswahlen zur Deutschen Bauernpartei zusammen, wobei sie sich mit weiteren mittel- und kleinbäuerlichen Organisationen von 1927 bis 1933 in einem Dachverband mit dem Namen Deutsche Bauernschaft zusammengeschlossen hatte. Wegen der fortdauernden Unterstützung der 1929 konstituierten Grünen Front trat der Bayerische Bauernbund 1930 jedoch aus dieser demokratiebejahenden Bauernorganisation aus. Die auf der Liste der Deutschen Bauernpartei gewählten Reichstagsabgeordneten des Bayerischen Bauernbundes schlossen sich zeitweise (1924–1928) mit der Wirtschaftspartei und der Deutsch-Hannoverschen Partei zu einer technischen Fraktion zusammen, um Fraktionsstatus zu erreichen.
Im August 1930 schied die Partei wegen der Einführung einer Schlachtsteuer in Bayern aus der Regierungskoalition mit der BVP aus.
Nach 1930 verlor der Bayerische Bauern- und Mittelstandsbund einen Großteil der Wählerschaft an die BVP und insbesondere an die NSDAP, während die Bauernbund-Führung bis 1933 weitgehend republiktreu blieb. Die Partei löste sich im April 1933 selbst auf und empfahl ihren Mitgliedern den Eintritt in die NSDAP.
Nach dem Zweiten Weltkrieg beteiligten sich frühere BB-Mitglieder an der Gründung der CSU. Die Wählerklientel des BB wurde vor allem in den ersten Nachkriegsjahren auch von der Bayernpartei angesprochen.

## Bedeutendste Politiker
- Georg Eisenberger (1901–1930 Erster Vorsitzender, Führer des rechten Flügels)
- Theodor Dirr (1919–1929 Zweiter Vorsitzender; gemäßigter Flügel; Bürgermeister von Anhofen)
- Karl Gandorfer (1919–1932 Dritter Vorsitzender, Führer des linken Flügels)
- Johannes Wutzlhofer (1920–1923  Bayerischer Staatsminister für Landwirtschaft)
- Anton Fehr (1924–1930 Bayerischer Staatsminister für Landwirtschaft und Arbeit).
- Konrad Kübler (1884–1974), Redakteur und Verleger des Verbandsorgans des Bayerischen Bauernbunds „Landauer Volksblatt“ in Landau/Isar, war 1918/19 MdL-Bayern und in der Räteregierung Bauernrat. Später inhaftierten ihn die Nationalsozialisten. Nach 1945 wurde er Mitglied der CSU und war von 1946 bis 1950 Mitglied des bayerischen Landtags (2. Vizepräsident).

## Mitglieder
- 1896: 15.000
- 1908: 14.000
- 1914: 7000
- 1921: ca. 50.000
- 1924: ca. 35.000

## Reichstagswahlergebnisse
- Reichstagswahl 1893: 81.350 Stimmen, 4 Mandate:

Benedikt Bachmeier, Wahlkreis Pfarrkirchen–Griesbach
Josef Bruckmaier, Wahlkreis Straubing–Vilshofen
Leonhard Hilpert, Wahlkreis Rothenburg ob der Tauber–Neustadt an der Aisch
Johann Baptist Sigl, Wahlkreis Kelheim–Rottenburg
- Reichstagswahl 1898: 139.651 Stimmen,  5 Mandate:

Benedikt Bachmeier, Wahlkreis Pfarrkirchen–Griesbach
Franz Xaver Eßlinger, Wahlkreis Straubing–Vilshofen
Leonhard Hilpert, Wahlkreis Rothenburg ob der Tauber–Neustadt an der Aisch
Josef Lanzinger, Wahlkreis Erding–Mühldorf
Georg Ratzinger, Wahlkreis Deggendorf–Regen
- Reichstagswahl 1903: 100.228 Stimmen, 3 Mandate:

Benedikt Bachmeier, Wahlkreis Pfarrkirchen–Griesbach
Leonhard Hilpert, Wahlkreis Rothenburg ob der Tauber–Neustadt an der Aisch
Matthäus Mittermeier, Wahlkreis Straubing–Vilshofen
- Reichstagswahl 1907: 71.602 Stimmen, 1 Mandat:

Leonhard Hilpert, Wahlkreis Rothenburg ob der Tauber–Neustadt an der Aisch
- Reichstagswahl 1912: 47.804 Stimmen, 2 Mandate:

Benedikt Bachmeier, Wahlkreis Pfarrkirchen–Griesbach
Carl Laux, Wahlkreis Straubing–Vilshofen
- Reichstagswahl 1919: 275.127 Stimmen, 4 Mandate
- Reichstagswahl 1920: 218.596 Stimmen, 4 Mandate
- Reichstagswahl 1924 I: 168.996 Stimmen, 3 Mandate
- Reichstagswahl 1924 II: 296.321 Stimmen,  6 Mandate

ab 1928 Deutsche Bauernpartei:
- Reichstagswahl 1928: 481.254 Stimmen, 8 Mandate
- Reichstagswahl 1930: 339.434 Stimmen, 6 Mandate
- Reichstagswahl 1932 I: 137.133 Stimmen, 2 Mandate
- Reichstagswahl 1932 II: 149.002 Stimmen, 3 Mandate
- Reichstagswahl 1933: 114.077 Stimmen, 2 Mandate